# Bundesregierung Seyß-Inquart

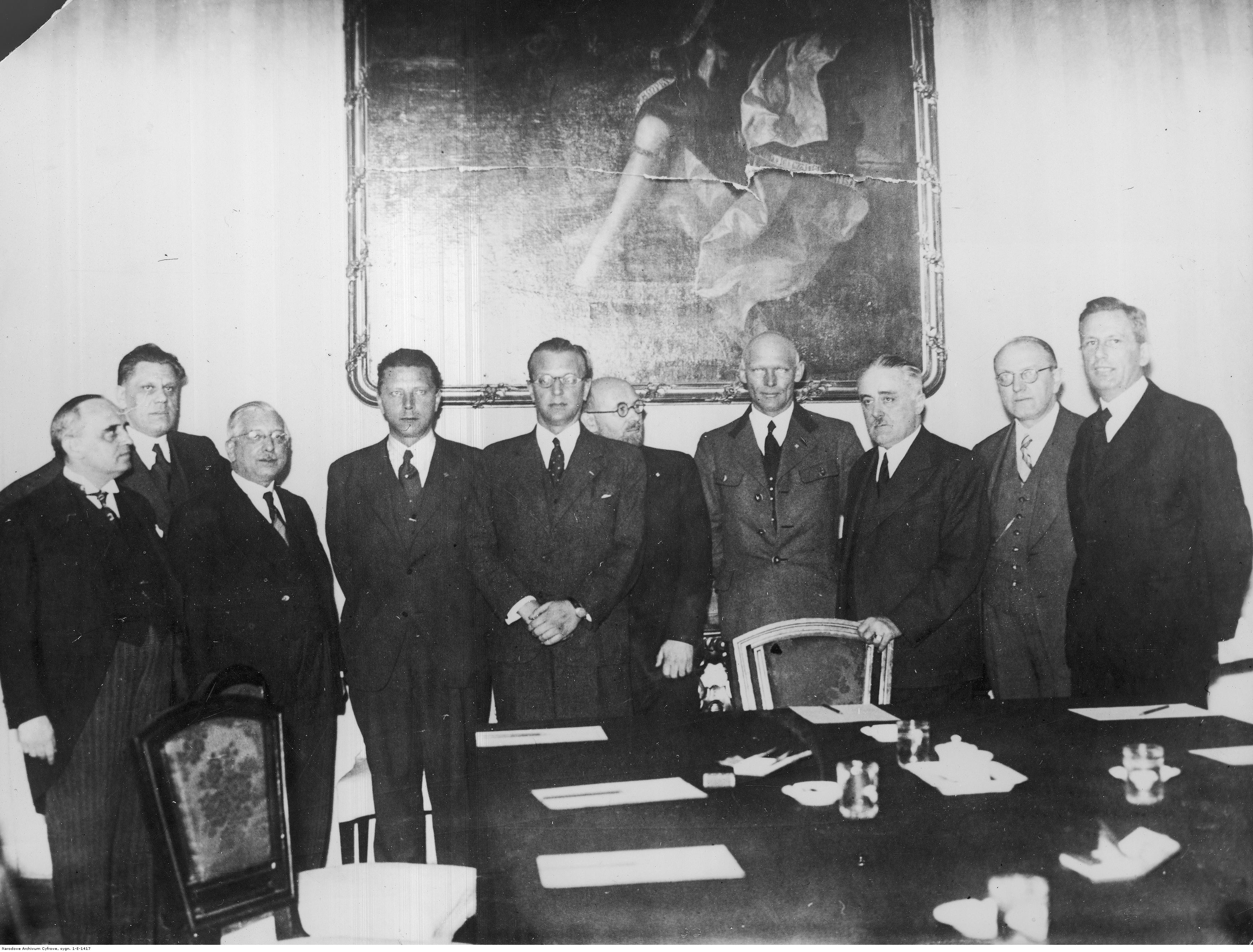
Bundesregierung Seyß-Inquart

Die Bundesregierung Seyß-Inquart (auch Anschlusskabinett) war die letzte Bundesregierung Österreichs vor dem Anschluss an Hitlerdeutschland und bestand nur vom 11. bis zum 13. März 1938.

## Zustandekommen
Unter dem Eindruck vermehrter nationalsozialistischer Kundgebungen und Aufmärsche kündigte Kurt Schuschnigg am 9. März 1938 eine Volksabstimmung über die Unabhängigkeit Österreichs an. Durchführungstermin sollte bereits der Sonntag vier Tage später sein, der 13. März 1938. Schuschnigg glaubte an eine Entscheidung zugunsten eines unabhängigen Österreichs. Das sah auch der deutsche Staatssekretär Wilhelm Keppler so und erstattete am 10. März Hitler Bericht. Dieser ließ noch am Abend desselben Tages das Gruppenkommando 3 der Wehrmacht mobilmachen.
Am 11. März zitierte Hitler den österreichischen Minister Edmund Glaise-Horstenau zu sich, der sich in Deutschland befand. Hitler sah die angekündigte Volksabstimmung als Bruch des Berchtesgadener Abkommens und drohte mit militärischen Sanktionen. Über Odilo Globocnik ließ er ein schriftliches Ultimatum an Schuschnigg nach Wien bringen: Sofortiger Verzicht auf die Abstimmung, andernfalls würde die Wehrmacht mit dem Einmarsch in Österreich beginnen. Hermann Göring bekräftigte diese Forderung und die Drohung auch telefonisch. Schuschnigg entschloss daraufhin, die Volksabstimmung abzusetzen. Innenminister Arthur Seyß-Inquart informierte Göring von diesem Entschluss. Aber dem reichte diese Konzession nun nicht mehr und er forderte den Rücktritt der Regierung Schuschnigg und die Einsetzung eines nationalsozialistischen Kabinetts unter einem Bundeskanzler Seyß-Inquart, das als erste Amtshandlung bei der deutschen Regierung um Entsendung von Truppen zur Aufrechterhaltung der Ordnung ansuchen solle.
Daraufhin trat Schuschnigg zurück und gab diesen Beschluss um 19:47 Uhr per Radio bekannt: „Der Herr Bundespräsident beauftragt mich, dem österreichischen Volke mitzuteilen, dass wir der Gewalt weichen.“ Dann teilte er mit, den Truppen des Bundesheeres den Auftrag gegeben zu haben, sich im Falle eines Einmarsches ohne Widerstand zurückzuziehen „weil wir um keinen Preis, auch in dieser ernsten Stunde nicht, deutsches Blut zu vergießen gesonnen sind. […] Gott schütze Österreich!“. Nach der Rede wurden im ganzen Land nationalsozialistische Aufmärsche durchgeführt, ein Fackelzug zog zum Ballhausplatz, in Landeshauptstädten stürmten Nationalsozialisten die Landesregierungen und erklärten die Landeshauptmänner für abgesetzt.
Bundespräsident Wilhelm Miklas versuchte noch einige Stunden lang erfolglos, andere Politiker zu überzeugen, sich anstelle des von Göring geforderten Seyß-Inquart zum Bundeskanzler ernennen zu lassen. In einem Telefonat gegen 20:00 Uhr wurde Göring vom Rücktritt Schuschniggs informiert. Dieser tobte, warum Seyß-Inquart noch nicht Bundeskanzler sei, und erklärte jetzt den Befehl für den Einmarsch zu erteilen. Als die Falschmeldung eintraf, deutsche Truppen hätten bereits die Grenze überschritten, gab Miklas seinen Widerstand auf. Um 23:14 Uhr verkündete der österreichische Rundfunk die Bestellung Arthur Seyß-Inquarts zum neuen österreichischen Bundeskanzler.
Der deutsche Militärattaché Wolfgang Muff hielt nun einen Einmarsch nicht mehr für notwendig und versuchte Hitler telefonisch zu erreichen. Dieser musste geweckt werden und teilte unwirsch mit, an seinen Befehlen werde nichts mehr geändert, der Einmarsch der Truppen habe am Morgen zu beginnen.
Am 12. März um 1:30 Uhr früh verkündete Staatsrat Hugo Jury vom Balkon des Bundeskanzleramtes die Regierungsliste.

## Mitglieder
- Bundeskanzler: Arthur Seyß-Inquart
- Vizekanzler: Edmund Glaise-Horstenau
- Bundesminister für auswärtige Angelegenheiten: Wilhelm Wolf
- Bundesminister für Justiz: Franz Hueber
- Bundesminister für Unterricht: Oswald Menghin
- Bundesminister für soziale Verwaltung: Hugo Jury
- Bundesminister für Finanzen: Rudolf Neumayer
- Bundesminister für Land- und Forstwirtschaft: Anton Reinthaller
- Bundesminister für Handel und Verkehr: Hans Fischböck
- Mit der Leitung des Bundesministeriums für Landesverteidigung wurde Bundeskanzler Seyß-Inquart betraut.
- Staatssekretär für Sicherheitswesen: Polizeipräsident Michael Skubl
- dem Bundeskanzler für Angelegenheiten der öffentlichen Sicherheit beigegeben: Ernst Kaltenbrunner
- dem Bundeskanzler für Angelegenheiten der politischen Willensbildung beigegeben: Hubert Klausner

Am 13. März wurden zusätzlich Friedrich Wimmer und Maximilian de Angelis zu Staatssekretären im Bundeskanzleramt ernannt.
Die meisten Mitglieder der Regierung waren bereits im Sinne der illegalen NSDAP (Hitlerbewegung) aktiv, fünf waren Mitglieder des Deutschen Klubs: Seyß-Inquart, Fischböck, Hueber, Jury und Menghin.

## Wirken
Die neue Regierung trat am 12. März 1938 zu einem Ministerrat zusammen und beschloss ein Bundesgesetz zur Abänderung und Ergänzung der Devisenordnung.
Am 13. März legte Seyß-Inquart dem Ministerrat ein Gesetz über die Wiedervereinigung Österreichs mit dem Deutschen Reich zur Beschlussfassung vor, was dieser genehmigte. Da laut Verfassung ein Gesetz erst Gültigkeit erlangte, wenn es vom Bundespräsidenten unterzeichnet worden war, wurde es auch Miklas vorgelegt. Dieser lehnte jedoch die Unterschrift ab mit der Begründung, seinen Eid dem „Volk für einen unabhängigen Staat Deutschösterreich geleistet“ zu haben. Miklas trat von seinem Amt zurück, wodurch die Funktionen des Bundespräsidenten laut Verfassung an den Bundeskanzler übergingen.
Nun für kurze Zeit Staatsoberhaupt, konnte Seyß-Inquart somit das Gesetz selbst beurkunden, womit Österreich aufhörte, ein selbstständiger Staat mit Bundeskanzler oder Bundespräsident zu sein.
Bis auf Michael Skubl – er trat am 13. März von seiner Funktion zurück – wirkte die Landesregierung Seyß-Inquart unter der Aufsicht der Berliner Reichsregierung weiter. Ihr Leiter Seyß-Inquart wurde am 15. März zum Reichsstatthalter ernannt. Mit Inkrafttreten des Ostmarkgesetzes am 1. Mai 1939 wurde diese Landesregierung aufgelöst.